# 北蒙茲 (伊利諾伊州)
北蒙茲（英語：North Mounds）是位於美國伊利諾伊州普瓦斯基縣的一個非建制地區。該地的面積和人口皆未知。

## 地理
北蒙茲的座標為37°07′23″N 89°12′01″W / 37.12306°N 89.20028°W，而該地的平均海拔高度為104米（即341英尺）。